# Коптогайський сільський округ (Курмангазинський район)
Коптога́йський сільський округ (каз. Көптоғай ауылдық округі, рос. Коптогайский сельский округ) — адміністративна одиниця у складі Курмангазинського району Атирауської області Казахстану. Адміністративний центр — село Коптогай.
Населення — 1138 осіб (2021; 1286 у 2009, 1375 у 1999, 1043 у 1989).
Станом на 1989 рік існувала Коптогайська сільська рада (села Жасталап, Коптогай), село Рембаза перебувало у складі Шортанбайської сільради. 1993 року село Жасталап відійшло до складу Шортанбайського сільського округу, а звідти до складу Коптогайського сільського округу передано село Баликші (колишнє село Рембаза).

## Склад
До складу округу входять такі населені пункти:
| Населений пункт | Колишні назви | Населення, осіб (1989) | Населення, осіб (1999) | Населення, осіб (2009) | Населення, осіб (2021) |
| --------------- | ------------- | ---------------------- | ---------------------- | ---------------------- | ---------------------- |
| Баликші, село   | Рембаза       | 196                    | 522                    | 450                    | 363                    |
| Коптогай, село  | -             | 847                    | 853                    | 836                    | 775                    |